# Muiltje (slakkensoort)
Het Muiltje (Crepidula fornicata) is een zeeslakkensoort die behoort tot de familie Calyptraeidae.

## Beschrijving

### Schelpkenmerken

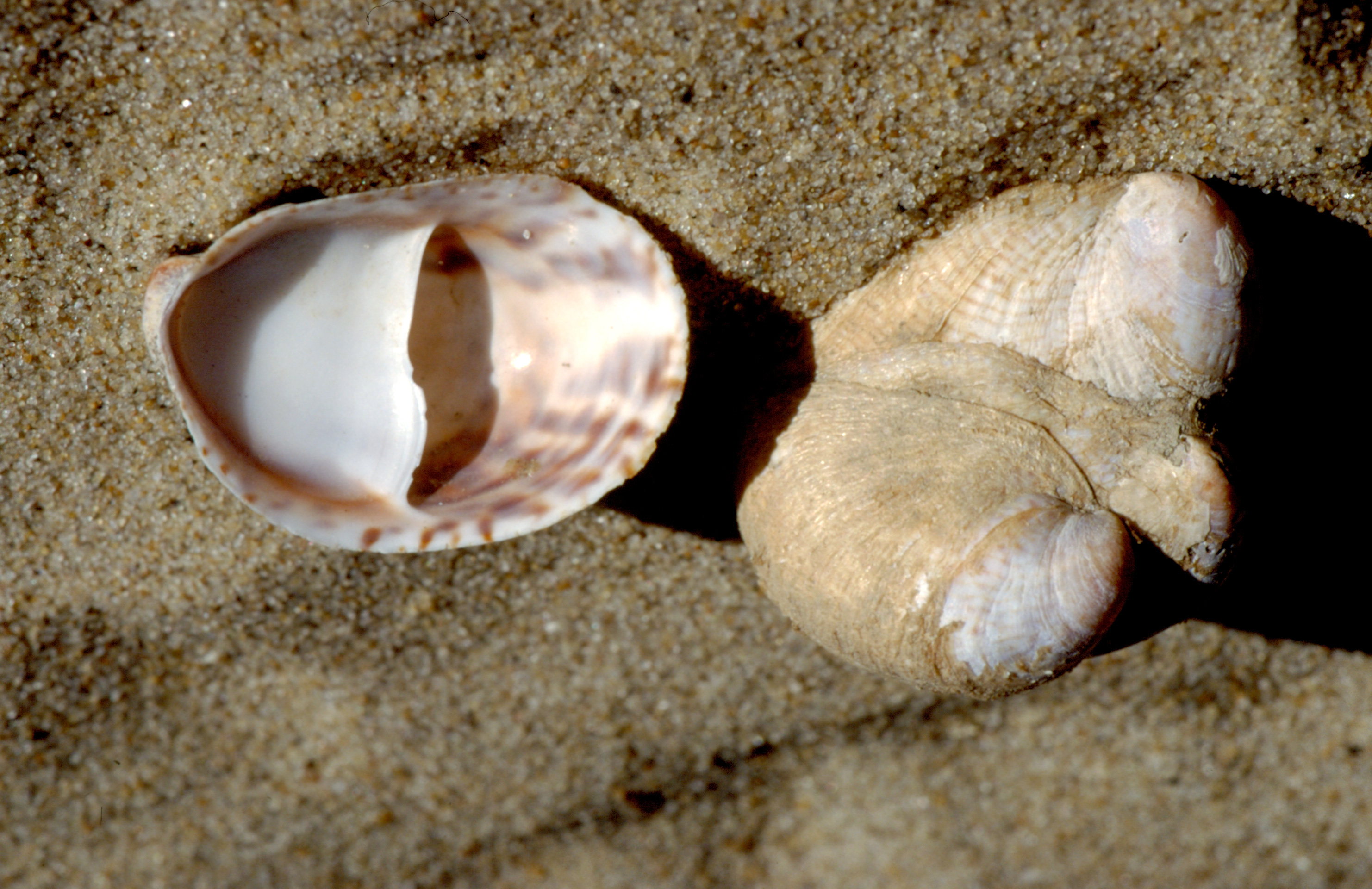

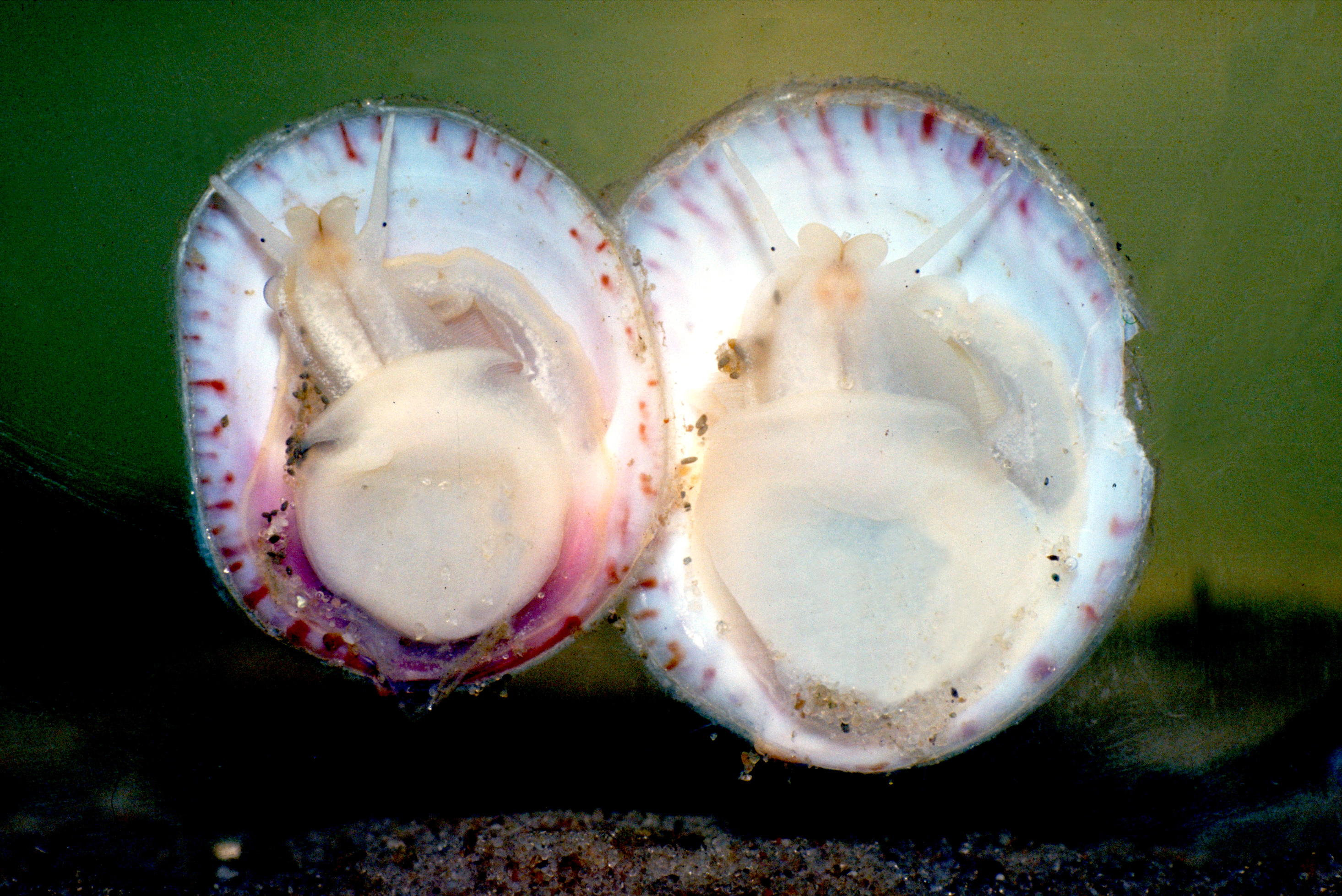

Het Muiltje heeft een tamelijk dikschalige, gewonden schelp. Het aantal windingen is minder dan twee. De laatste winding is zo groot dat die bijna de hele schelpgrootte inneemt. De vorm is variabel, omgekeerd 'bootvormig' met een onregelmatig ovale omtrek. Er is een min of meer vlakke basis, afhankelijk van het substraat. Er komen zowel relatief hoge als platte exemplaren voor. De vorm is zo variabel omdat het dier de schelp aanpast aan de ondergrond. De topwindingen zijn enigszins omgekruld. De top is vaak beschadigd door slijtage en/of corrosie. De schelp vertoont vaak aan de pariëtale zijde een inbochting. De mondopening is tot ongeveer halverwege afgedekt door een vlakke gladde witte plaat, ook wel septum genoemd. De kleur van de buitenkant van de schelp is geelbruin met spiraallijnen die opgelost zijn in vlekjes van een donker paarsrode tot bruinrode tint. De mondopening binnen de witte plaat is sterk glanzend en vertoont dezelfde kleur als het vlekkenpatroon op de buitenzijde. Schelpen van jonge dieren zijn semitransparant, dat is bij volwassen dieren niet meer het geval.

### Afmetingen van de schelp
- hoogte: tot ongeveer 20 millimeter
- breedte: tot ongeveer 50 millimeter

### Levenscyclus
Deze soort verandert in de loop van zijn leven van geslacht (protandrisch-hermafrodiet). Tussen maart en oktober worden 200-400 eieren in kapsels onder de schelp van het moederdier afgezet. De kapsels zitten als een druiventros vast aan een centrale as die aan het substraat bevestigd is. De kapsels blijven onder de schelp van het moederdier waar zij beschermd zijn tegen predatie en andere schadelijke invloeden. Na drie tot vier weken komen de eieren uit en leven de dieren ongeveer veertien dagen als plankton zwevend in het zeewater. Tijdens dit stadium heeft het dier een embryonisch schelpje met een operculum. Dit operculum verdwijnt weer na het planktonische stadium. Gedurende dit vrijzwevende stadium ontwikkelt de schelp zich verder. Als de schelp te zwaar wordt dan zinkt het dier naar de bodem waar het zich, als de plek geschikt is, verder kan ontwikkelen tot volwassen dier. Jonge dieren zijn mannelijk, leven solitair en zijn tamelijk mobiel. Na verloop van tijd worden soortgenoten opgezocht waar zij boven op de schelp van een ander individu gaan zitten. Vanaf dat moment zijn de dieren niet meer mobiel en doordat later jongere individuen zich op hun beurt op de laatste schelp vestigen ontstaat een gekromde 'ketting' van in grootte (en leeftijd) afnemende individuen. Het oudste en grootste individu onderaan de ketting is vrouwelijk, het jongste dier is mannelijk. Daartussen zijn de dieren in verschillende mate hermafrodiet.

### Habitat en levenswijze
Het Muiltje leeft in het onderste deel van de getijdenzone en komt voor tot waterdiepten van 12 meter. De dieren leven op vast substraat met modderige bodems in rustig water. De dieren zijn planktoneters (vooral diatomeeën), een voedingswijze die weinig bij slakken voorkomt. Het plankton wordt met behulp van trilharen op de kieuwen naar de basis van de kieuwen getransporteerd waar het opgezameld wordt en uiteindelijk gegeten. Omdat de schelp van de volwassen dieren is aangepast aan de oneffenheden van de harde ondergrond zijn zij gebonden aan één plaats en dus weinig mobiel; zie daarvoor ook bij levenscyclus. In West-Europa leeft het Muiltje vaak in oesterbedden. De soort is voor oesters een voedsel- en ruimteconcurrent.

### Areaal
Het natuurlijke verspreidingsgebied is de Westelijke kant van de Atlantische Oceaan, met name de oostkust van Noord-Amerika.
Deze soort is onopzettelijk verspreid naar andere delen van de wereld waar zij lokaal een plaag werd. In die gebieden is het dus een exoot. In Europa werd het Muiltje in 1870 samen met Oesters bestemd voor de oestercultuur ingevoerd in Oost Engeland en komt nu voor in het hele Noordzeegebied, de Atlantische kusten van Frankrijk en Spanje, de Middellandse Zee (Frankrijk, Italië, Spanje) en de Zwarte Zee. Buiten Europa is zij inmiddels eveneens bekend uit de Grote Oceaan (Japan).
De eerste levende dieren in België werden in 1911 waargenomen De eerste waarneming van lege schelpen uit Nederland werd in 1924 gedaan, in 1929 gevolgd door de eerste vondst van levende dieren op de Iersche Bank in de Provincie Zeeland.. Het jaar erop werden al honderden dieren gemeld wat ook doordrong in verschillende Nederlandse dagbladen. De eerste vondst in het Nederlandse deel van de Waddenzee dateert uit 1939
De snelle verspreiding in de nieuwe vestigingsgebieden is veroorzaakt door een combinatie van factoren. Het vrijwel ontbreken van natuurlijke vijanden in deze gebieden heeft zeker een rol gespeeld. De voortplantingswijze met mannelijke en vrouwelijke dieren in elkaars onmiddellijke nabijheid en de broedzorg dragen eveneens bij. Een niet te onderschatten factor is in West-Europa de aanwezigheid van de oestercultuur. Dit levert het dier een zeer geschikt habitat terwijl het opvissen en elders uitzetten van jonge oesters bij de verdere verspreiding van het Muiltje ook meegespeeld zal hebben.

## Fossiel voorkomen
Het Muiltje komt fossiel niet in Europa voor. Uit het Noordzeebekken zijn wel andere Crepidula-soorten als fossiel bekend, onder andere Crepidula crepidula (Linnaeus, 1767) uit het Mioceen.

## Relatie met de mens
Het Muiltje werd met oesters in West-Europa uit Noord-Amerika ingevoerd en is sindsdien een plaag geworden in de oestercultuur waar zij veel schade veroorzaakt door voedsel en ruimteconcurrentie. In Frankrijk zijn zonder succes pogingen gedaan om gedeelten in zee vrij van deze soort te krijgen. Omdat het dier eetbaar is, wordt ook onderzoek gedaan naar de mogelijkheden naar commerciële exploitatie.

## Meer afbeeldingen

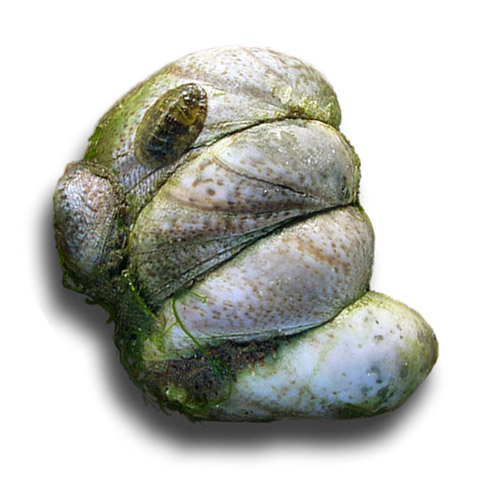
Een 'ketting' van levende dieren.
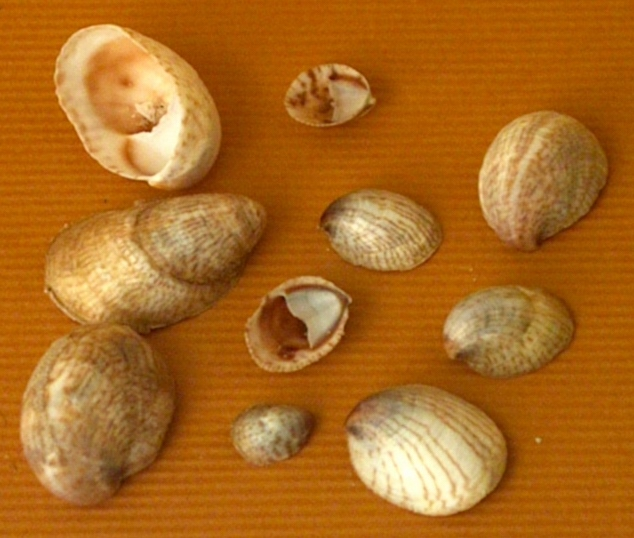
Enkele losse schelpen.